# Zr.Ms. Johan de Witt (2007)
De Zr.Ms. Johan de Witt (L801) is een amfibisch transportschip dat eind 2007 bij de Nederlandse Koninklijke Marine in dienst is gesteld. Het schip is genoemd naar raadpensionaris Johan de Witt.

## Achtergrond
Het Nederlandse kabinet besloot in 2000 tot de aanschaf van een tweede transportschip, na gunstige ervaringen met het eerste, Zr.Ms. Rotterdam. Een dergelijk schip past in de aspiraties van het kabinet de krijgsmacht in toenemende mate expeditionair in te zetten.

## Ontwerp, bouw en uitrusting
Het ontwerp van de Johan de Witt is grotendeels gebaseerd op dat van de Rotterdam, maar het schip is langer en breder. De Johan de Witt zal behalve als landingsschip ook kunnen functioneren als amfibisch commandoschip. Het kan amfibische acties tot brigade- en landingsacties tot divisie-niveau coördineren. Daarvoor krijgt het extra communicatiemiddelen en ruimte aan boord voor een amfibische staf van maximaal 402 personen.
In de eerste plaats is het, net als Zr. Ms. Rotterdam, een transport- en landingsschip voor het vervoer van een bataljon mariniers met goederen. Het dok is echter kleiner: het biedt ruimte aan twee landingsvaartuigen( LCU's) (de Rotterdam kan er vier meenemen). Het dok is wel iets breder dan dat van de Rotterdam en kan Britse LCU's (die breder zijn dan de Nederlandse) aan boord nemen of, zo nodig, een (Amerikaans) luchtkussenvaartuig. Ter compensatie kunnen aan davits nog vier kleinere LCVP's worden meegenomen. Het helikopterdek is groter en sterker en geschikt voor zware CH-47 Chinook helikopters.
Het schip werd besteld bij De Schelde in Vlissingen, tegenwoordig onderdeel van Damen Shipyards Group. Om de kosten te drukken liet Damen het casco, zoals bij veel marineschepen de laatste jaren gebruikelijk is, bij een dochterbedrijf, de Galați-werf, in Roemenië bouwen. Het schip werd in Vlissingen voltooid.
Het schip heeft een Thales Variant rondzoekradar, uitgebreid met helikopterdirectie. Het zou ook voorzien worden van een Gatekeeper-systeem voor waarneming van (zeer) kleine doelen in kustwateren en havens.
Door ondervonden problemen met de voortstuwing werd de voor begin 2007 geplande indienststelling met ruim een half jaar vertraagd.

## Bemanning
De kernbemanning bestaat uit circa 120 personen, uit te breiden tot 146 (bijvoorbeeld met een vliegploeg). Er kunnen daarnaast 600 mariniers aan boord of een staf van 402 personen (of een mix van beide, afhankelijk van de taakstelling). Er zijn 739 bedden aan boord van het schip.

## Bewapening
Amfibische transportschepen zijn, hoewel oorlogsschepen, niet uitgerust voor het voeren van een gevecht. Net als bij de Rotterdam bestaat de bewapening voornamelijk uit beperkte middelen voor zelfbescherming en is het schip, opererend in een hoger geweldsspectrum, afhankelijk van fregatten voor bescherming. De bewapening bestaat uit twee Goalkeeper-systemen en tot tien 12,7 mm (0.5 inch) mitrailleurs. Er is een magazijn waarin torpedo's kunnen worden meegevoerd als reserve voor escorterende fregatten of voor eigen boordhelikopters. De hangar biedt ruimte aan zes helikopters van het type NH-90 , AS.532U2 Cougar of AH-64D Apache of vier helikopters van het type CH-47D Chinook.

## Mijlpalen
- 18 juni 2003, kiellegging

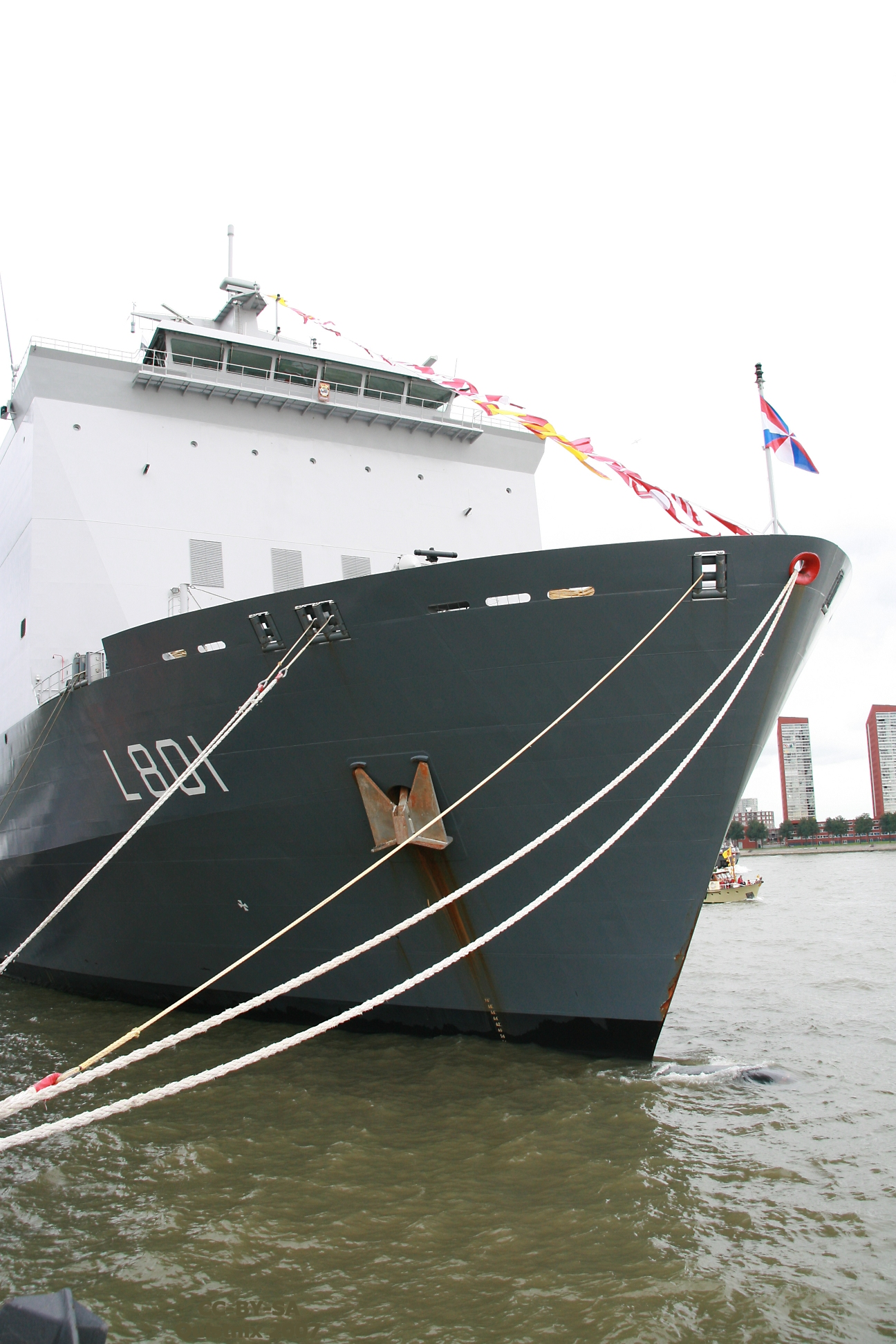
Johan de Witt tijdens de Wereldhavendagen 2007

- 13 mei 2006, gedoopt te Vlissingen
- 29 september 2006 proefvaart
- 7 september 2007, overdracht aan Defensie Materieel Organisatie
- 30 november 2007 indienststelling Koninklijke Marine
- 2008 operationeel

## Operatie Atalanta
In april 2010 vertrok Hr.Ms. Johan de Witt naar de Golf van Aden om deel te nemen aan de Europese missie Atalanta, gericht tegen de Somalische piraterij. Het schip verving daar de Tromp die sinds februari 2010 in het gebied aanwezig was. Hr.Ms. Johan de Witt was op 16 juli 2010 weer terug in Den Helder. Tijdens deze missie bevrijdde de Johan de Witt het onder Noord-Koreaanse vlag varende vrachtschip MV RIM (met een Libische eigenaar en een Syrische bemanning), dat naar verluidt met een lading klei op weg was van Eritrea naar India, waar het schip zou worden gesloopt. De bemanning was vier maanden gegijzeld geweest.
Van augustus tot december 2013 nam het schip wederom deel aan de missie Atalanta, deze keer als commandoschip onder leiding van commandeur Peter Lenselink. Voor deze missie waren onder andere twee AS.532U2 Cougars, een Scan-Eagle (onbemand verkenningsvliegtuig) en een eenheid mariniers aan boord.

## Caribisch gebied
Vanaf juni 2011 diende het schip als stationsschip voor de delen van het Koninkrijk der Nederlanden in het Caribisch gebied, met als basis Curaçao. De taken van het schip waren het assisteren van de kustwacht, drugsbestrijding en assistentie in gebieden met noodweer. Aan het eind van de zomer is het schip afgelost door het M-fregat van Amstel.